# 下浦貴敬
下浦 貴敬 (しもうら たかのり、1980年3月24日 - ) は、日本の舞台プロデューサー、演出家。
千葉県出身。株式会社Office ENDLESS代表取締役社長。ENDLESS ACADEMY学院長。

## 経歴
日本大学芸術学部出身で、在学中より演出家西田大輔率いるAND ENDLESS作品の制作に携わる。
劇団での活動と並行しつつ、TVや映画の映像業界でのディレクター、イベント制作会社勤務を経て、2011年に株式会社Office ENDLESSを設立。以後、様々な舞台作品等をプロデュースしながら、近年では自身でも多数の作品の演出を行っている。
2023年から、豊島区国際アート・カルチャー特命大使を務める。
2025年に、総合芸術学校ENDLESS ACADEMYを設立。学院長として「次世代のエンタメを担う人材」の育成に努める。
映画『舞倒れ』ではプロデュースの他、脚本を担当し、2024年チェンナイ国際映画祭に招待された。

## 人物
- 学生時代からサッカー（プレイも鑑賞も）を愛し、TV局時代には「高校サッカー」や「TOYOTA CUP」をはじめ多くのサッカーコンテンツに関わり、その経験を活かし舞台『ブルーロック』のクリエイティブプロデューサーを務める。

- 22年頃からダイビングを趣味としており、PADIのライセンスを持つ。舞台版『ぐらんぶる』の企画提案があったのは偶然だった。

## 作品

### 舞台

#### 2004年
- Office ENDLESS Produce vol.2 「ジーザス・クライスト・レディオ・スター」 (クリエイティブプロデュース)
- Office ENDLESS Produce vol.1「邯鄲の夢」(クリエイティブプロデュース)

#### 2005年
- Project Jesus Vol.1「ジーザス・クライスト・レディオ・スター」(クリエイティブプロデュース)
- Office ENDLESS Produce vol.3「桜の森の満開の下」(クリエイティブプロデュース)

#### 2006年
- Project Jesus Vol.2「ジーザス・クライスト・侍・スター」(クリエイティブプロデュース)
- Office ENDLESS Produce vol.4「KiRite」(クリエイティブプロデュース)

#### 2007年
- Project Jesus Vol.3『ジーザス・クライスト・レディオ・スター』(クリエイティブプロデュース)

#### 2008年
- Project Jesus Vol.4『ジーザス・クライスト・レディオ・スター』(クリエイティブプロデュース)

#### 2009年
- Office ENDLESS Produce vol.5「桜の森の満開の下」(クリエイティブプロデュース)
- Project Jesus Vol.5「ジーザス・クライスト・侍・スター」(クリエイティブプロデュース)

#### 2010年
- Office ENDLESS Produce vol.6『ゆめゆめこのじ/Madam river and Mr.sofa』(クリエイティブプロデュース)
- 舞台『戦国BASARA～蒼紅共闘～』(クリエイティブプロデュース)

#### 2011年
- 舞台『戦国BASARA3』(クリエイティブプロデュース)
- Office ENDLESS Produce vol.7『熱海殺人事件』(クリエイティブプロデュース)
- RAGTIME S＆D SESSION1『NEW WORLD』/『ESORA』(クリエイティブプロデュース)

#### 2012年
- 舞台「一騎当千」(クリエイティブプロデュース)
- 舞台「戦国BASARA3 ～瀬戸内響嵐～」(クリエイティブプロデュース)
- ミュージカル『走れメロス』(制作進行)
- Office ENDLESS produce vol.11「四谷怪談」(クリエイティブプロデュース)
- 舞台「戦国BASARA2」(クリエイティブプロデュース)
- LIVE ACT「青の祓魔師～魔神の落胤～」(制作進行)
- Office ENDLESS Produce vol.9「RE-INCARNATION」(クリエイティブプロデュース)
- 『虹色の輪舞曲～ロンド・デュ・ラルカンシェル～』(クリエイティブプロデュース)
- Office ENDLESS Produce vol.8「安穏目吐露濃霧」(クリエイティブプロデュース)

#### 2013年
- Office ENDLESS Produce vol.13「知り難きこと陰の如く、動くこと雷霆の如し」(クリエイティブプロデュース)
- Reading Live Theater 「こゝろ」(クリエイティブプロデュース)
- 「ノブナガ・ザ・フール」act.1～乱の胎動～(クリエイティブプロデュース)
- 舞台「戦国BASARA3 宴弐　凶王誕生×深淵の淵」(クリエイティブプロデュース)
- LIVING ADV「STEINS;GATE」(クリエイティブプロデュース)
- Office ENDLESS Produce vol.12「RE-INCARNATION/RE-BIRTH」(クリエイティブプロデュース)
- Office ENDLESS Produce vol.12「RE-INCARNATION」(クリエイティブプロデュース)
- 舞台「戦国BASARA3 宴」(クリエイティブプロデュース)
- PLAY LIVE『＋GOLD FISH』(クリエイティブプロデュース)
- CHIAKI ISHIKAWA×DAISUKE NISHIDA「陽炎ペイン」(クリエイティブプロデュース)

#### 2014年
- Office ENDLESS produce vol.15「RE-INCARNATION RE-VIVAL」(クリエイティブプロデュース)
- 舞台「戦国BASARA4」(クリエイティブプロデュース)
- Office ENDLESS produce vol.14「RUST RAIN FISH」(クリエイティブプロデュース)
- 「天元突破グレンラガン～炎撃篇 其の壱～」(クリエイティブプロデュース)
- 「人狼TLPT X 新撰組」(クリエイティブプロデュース)
- Office ENDLESS×Project Jesus「ジーザス・クライスト・レディオ・スター」(クリエイティブプロデュース)
- 「ノブナガ・ザ・フール」 act.3～最後の晩餐～(クリエイティブプロデュース)
- 舞台「青の祓魔師」青の焔覚醒編/京都不浄王編(クリエイティブプロデュース)
- 舞台「戦国BASARA3 咎狂わし絆」(クリエイティブプロデ
- ュース)
- 「ノブナガ・ザ・フール」 act.2～乱の恋人～(クリエイティブプロデュース)
- 舞台「サイコメトラーEIJI　時計仕掛けのリンゴ」(クリエイティブプロデュース)

#### 2015年
- Office ENDLESS produce vol.20「RE-INCARNATION RE-SOLVE」(クリエイティブプロデュース)
- 「天元突破グレンラガン～炎撃篇 其の弐・其の参～」(クリエイティブプロデュース)
- 舞台「もののふ白き虎〜幕末、「誠」に憧れ、白虎と呼ばれた若者達〜」(クリエイティブプロデュース)
- 「ダイヤのA」TheLIVE(クリエイティブプロデュース)
- 多次元プロジェクト“The Fool” 第2回作品「ひと夏のアクエリオン」(クリエイティブプロデュース)
- Office ENDLESS produce vol.18 「エル・サボタージュ」「知り難きこと陰の 如く、動くこと雷霆の如し。」(クリエイティブプロデュース)
- Office ENDLESS produce vol.17「四谷怪談」(クリエイティブプロデュース)
- Office ENDLESS produce vol.16「桜の森の満開の下」「仄々明晰夢」(クリエイティブプロデュース)

#### 2016年
- 舞台「カフェ・パラダイス」(クリエイティブプロデュース)
- 舞台「瞑るおおかみ黒き鴨」(クリエイティブプロデュー
- ス)
- ダイヤのA」TheLIVEⅢ(クリエイティブプロデュース)
- 舞台「青の祓魔師～京都紅蓮篇～」(クリエイティブプロデュース)
- 舞台「クジラの子らは砂上に歌う」(クリエイティブプロデュース)
- 日光市市政施工１０周年記念 市民参加劇「戦場ヶ原神戦伝」(クリエイティブプロデュース)
- 「ダイヤのA」TheLIVEⅡ(クリエイティブプロデュース)

#### 2017年
- 「四谷怪談」(クリエイティブプロデュース)
- 舞台「青の祓魔師」島根イルミナティ篇 – 青の祓魔師 京都不浄王篇 (クリエイティブプロデュース)
- 「ダイヤのA」The LIVE V(クリエイティブプロデュース)
- 舞台「四月は君の嘘」(クリエイティブプロデュース)
- 斬劇『戦国BASARA』小田原征伐(制作進行)
- 人狼TLPTx新撰組外伝〜払暁の狼〜(クリエイティブプロデュース)
- 「ダイヤのA」The LIVE IV(クリエイティブプロデュース)
- 「龍よ、狼と踊れ～ Dragon,Dance with Wolves〜」「人狼TLPT X 新撰組」(クリエイティブプロデュース)
- 斬劇『戦国BASARA』関ヶ原の戦い(制作進行)
- 舞台「Wake Up, Girls！ 青葉の記録」(制作進行)
- 2.5 Escape Stage「甲鉄城のカバネリ」(クリエイティブプロデュース)

#### 2018年
- 斬劇『戦国BASARA』蒼紅乱世”『紅』未来への誇り／『蒼』THE PRIDE 」(制作進行)
- Office ENDLESS produce vol.15「RE-INCARNATION RE-COLLECT」(クリエイティブプロデュース)
- 「DIVE」TheSTAGE!!(クリエイティブプロデュース)
- 舞台「野球〜飛行機雲のホームラン〜」(クリエイティブプロデュース)
- 舞台「十二大戦」(クリエイティブプロデュース)
- 「龍よ、狼と踊れ〜Dragon,Dance with Wolves〜」〜草莽の死士〜(クリエイティブプロデュース)
- 舞台「駆けはやぶさ ひと大和」(クリエイティブプロデュース)
- 舞台「クジラの子らは砂上に歌う」(クリエイティブプロデュース)

#### 2019年
- 「巌窟王 Le théâtre」(クリエイティブプロデュース)
- 「さらに『さらざんまい』愛と欲望のステージ(クリエイティブプロデュース)
- 首都争奪バトル舞台（ステージ）『四十七大戦』開戦！鳥取編(クリエイティブプロデュース)
- 舞台劇『からくりサーカス』〜デウス・エクス・マキナ（機械仕掛けの神）編〜(クリエイティブプロデュース)
- ミュージカル「アルスラーン戦記」(制作進行)
- 舞台「幽☆遊☆白書」(クリエイティブプロデュース)
- 舞台「この音止まれ！」(クリエイティブプロデュース)
- 斬撃「戦国BASARA　天政奉還」(制作進行)
- 「西遊記〜千変万化〜」(クリエイティブプロデュース)
- 舞台「俺たちマジ校デストロイ」(制作進行)
- 舞台「DEVIL MAY CRY – THE LIVE HACKER -」(クリエイティブプロデュース)
- 舞台「どろろ」(クリエイティブプロデュース)
- 舞台「機動戦士ガンダムOO」-破壊による再生Re:Build-(クリエイティブプロデュース)
- 舞台劇「からくりサーカス」(クリエイティブプロデュース)

#### 2020年
- 「知り難きこと陰の如く、動くこと雷霆の如し。」(クリエイティブプロデュース)
- 「WITH by IdolTimePripara」(制作進行)
- 「幽☆遊☆白書」-其の弐- (制作進行)
- ひとりしばい vol.10/vol.11/vol.12『ラルスコット・ギグの動物園』(クリエイティブプロデュース)
- 「新サクラ大戦 the Stage」(制作進行)
- 「ゾンビランドサガStage de ドーン！」(制作進行)
- 舞台「憂国のモリアーティ」(クリエイティブプロデュース)

#### 2021年
- 「新サクラ大戦 the Stage～二つの焔～」(制作進行)
- 「ニンジャバットマン ザ・ショー」(クリエイティブプロデュース)
- 「終末のワルキューレ」-The STAGE of Ragnarok-(クリエイティブプロデュース)
- 「池袋裏百物語　明烏准教授の都市伝説ゼミ」(制作進行)
- 「即興劇マーダーミステリー～探偵はすべからく嘘をつく～」(プロデュース)
- 舞台「東京リベンジャーズ」(クリエイティブプロデュース)
- 舞台「憂国のモリアーティ」-case2-(クリエイティブプロデュース)
- 文学戯劇ー宮沢賢治ー『星紡ギの夜』(クリエイティブプロデュース)
- 「怪盗探偵山猫 the Stage」(制作進行)

#### 2022年
- 舞台「青の炎」(クリエイティブプロデュース)
- 演劇版「稲川怪談」(プロデュース)
- 舞台「佐々木と宮野」(クリエイティブプロデュース)
- NIGHT HEAD 2041-THE STAGE-(クリエイティブプロデュース)
- 舞台「薔薇王の葬列」(クリエイティブプロデュース)
- 舞台『東京リベンジャーズー血のハロウィン編ー』(クリエイティブプロデュース)
- 舞台「DANPRI STAGE–アイドルランド・オブ・ザ・デッド-」(制作進行)
- 舞台「灼熱カバディ」(プロデュース)
- 舞台「機動戦士ガンダム00」-破壊による覚醒 Re(in)novation-(クリエイティブプロデュース)
- 舞台「怪盗探偵山猫 the Stage～戦場の狂想曲～」(制
- 作進行)
- 舞台「BASARA」(クリエイティブプロデュース)

#### 2023年
- 舞台『東京リベンジャーズー聖夜決戦編ー』(クリエイティブプロデュース)
- らぶフォーthe stage -DIVINE 爆誕!-(制作進行)
- ミュージカル「東京リベンジャーズ」(プロデュース)
- 舞台「地獄楽」(制作進行)
- 舞台「モノノ怪」(クリエイティブプロデュース)
- 舞台「リコリス・リコイル」(クリエイティブプロデュース)

#### 2024年
- 舞台『7SEEDS～春の章～』(クリエイティブプロデュース)
- 『戦隊大失格』ザ・ショー(クリエイティブプロデュース)
- 舞台『ブルーロック』3rd STAGE(クリエイティブプロデュース)
- 舞台『夢職人と忘れじの黒い妖精』(制作進行)
- 舞台『東京リベンジャーズー天竺編ー』(クリエイティブプロデュース)
- 舞台「野球」飛行機雲のホームラン～Homerun of Contrail(プロデュース)
- 舞台「地獄楽ー終ノ章ー」(制作進行)
- 舞台「リコリス・リコイル」Life won’t wait.(クリエイティブプロデュース)
- 舞台『モノノ怪～座敷童子～』(クリエイティブプロデュース)
- 舞台『ブルーロック』2nd STAGE(クリエイティブプロデュース)

#### 2025年
- 舞台『青のミブロ』(プロデュース)
- リーディングシアター「無黒ノ宴」音之刻／葉之刻(演出・プロデュース)

### 朗読劇

#### 2021年
- Mixa BL朗読シリーズVol.4 朗読劇「気ままなアイツを飼いならせ／JOY」(演出・プロデュース)
- Mixa BL朗読シリーズVol.3 朗読劇「ブライド・プリズン 学園の禁じられた蜜事」(演出・プロデュース)
- Mixa BL朗読シリーズVol.2 朗読劇「V.I.P」(演出・プロデュース)

#### 2022年
- 朗読ライブ「旅のラゴス」(クリエイティブプロデュース)
- 朗読×和楽器“天守物語”(クリエイティブプロデュース)
- 朗読劇「世界から猫が消えたなら」(クリエイティブプロデュース)
- 朗読劇『嘘つき魔女と灰色の虹』前日譚(クリエイティブプロデュース)

#### 2023年
- 朗読劇「世界から猫が消えたなら」再演(クリエイティブプロデュース)
- 朗読×和楽器“天守物語”2023(クリエイティブプロデュース)
- 朗読劇「絶滅ホスト」(クリエイティブプロデュース)
- 朗読×生演奏「うたかたの」(原案・プロデュース)

#### 2024年
- 朗読劇『恋空』(制作進行)
- Staging!!Vol.1『四月十日を千二百回繰り返したと主張する男』(クリエイティブプロデュース)

### 映画

#### 2013年
- BASARA祭～春の陣～(オープニングアクトステージ進行)

#### 2024年
- 映画『舞倒れ』(脚本・クリエイティブプロデュース)

### イベント

#### 2019年
- 舞台『幽☆遊☆白書』アフタートークイベントinサンリオピューロランド(ステージ進行)
- 「RE-INCARNATION　RE-COLLECT」トークイベント(ステージ進行)
- 「どろろ」舞台×アニメコラボイベント(プロデュース)
- 石見神楽(企画協力)
- SSSS.GRIDMAN SHOW 02(演出

#### 2020年
- ひとしりばいvol.1～vol.3　Blu-ray発売記念配信イベント(ステージ進行)

#### 2021年
- Mixa Presents CLUB 8ROCKS #0 スペシャルトークライブ(ステージ進行)
- SSSS.GRIDMAN SHOW  03 REVENGE(演出)
- ひとりしばいvol.10～vol.12「ラルスコット・ギグの動物園」Blu-ray発売記念イベント(ステージ進行)
- AND ENDLESS 25周年特別番組『100seasons AND ENDLESS』(ステージ進行・演出)

#### 2022年
- まきまつりvol.3(ステージ進行)

#### 2024年
- 舞台『東京リベンジャーズー不離還ノ會ー』(プロデュース)

### 配信

#### 2020年
- 詠唱劇「新本格魔法少女りすか」第二話　影あるところに光あれ。～act.2～ 出演：水瀬いのり/小野賢章(演出・プロデュース)
- 神永学新刊WEBサイン会&山下大輝『STORY LIVE Special』(演出)
- 詠唱劇「新本格魔法少女りすか」第二話　影あるところに光あれ。～act.1～ 出演：三森すずこ/福山 潤(演出・プロデュース)
- ひとりしばい vol.9-ネバーランド、アゲイン- 出演：椎名鯛造 (クリエイティブプロデュース)
- 詠唱劇「新本格魔法少女りすか」第一話　やさしい魔法はつかえない。～act.3～ 出演：高橋李依/松岡禎丞(演出・プロデュース)
- STORY LIVE 第7回「MASTERMIND」 出演：江口拓也(演出)
- ひとりしばい vol.8 -50%- 出演：植田圭輔(クリエイティブプロデュース)
- 詠唱劇「新本格魔法少女りすか」第一話 やさしい魔法はつかえない。～act.2～ 出演：釘宮理恵/鳥海浩輔(演出・プロデュース)
- STORY LIVE 第6回「笛を吹く家」 出演：武内駿輔(演出)
- ひとりしばい vol.7-タワーリングアンコンシャス・ザ・ショウ- 出演：陳内将(クリエイティブプロデュース)
- 詠唱劇「新本格魔法少女りすか」第一話 やさしい魔法はつかえない。～act.1～ 出演：悠木 碧/梶 裕貴(クリエイティブプロデュース)
- STORY LIVE 第5回「ろろるいの家」 出演：竹達彩奈(演出)
- STORY LIVE 第4回「妹の部屋」 出演：山下大輝(演出)
- STORY LIVE 第3回「トガハラミ」ストリーミング 出演：福圓美里(演出)
- 朗読劇「ブライト・プリズン」－美しき学園の生け贄－(クリエイティブプロデュース)
- STORY LIVE 第2回「たかむらの家」 出演：上坂すみれ(演出)
- STORY LIVE 第1回「避難小屋の体験」 出演：佐倉綾音(演出)
- ひとりしばい vol.6-夏休みダヨ！「地球さんショー」 出演：大平峻也(クリエイティブプロデュース)
- ひとりしばい vol.5-LA・LA・LA・LIBRARY 出演：糸川耀士郎(クリエイティブプロデュース)
- ひとりしばい vol.4-いまさらキスシーン 出演：橋本祥平(クリエイティブプロデュース)
- ひとりしばい vol.3-ひとりシャドウストライカー、またはセカンドトップ、または、ラインブレイカー 出演：北村諒(クリエイティブプロデュース)
- ひとりしばい vol.2-好きな場所 出演：小澤廉(クリエイティブプロデュース)
- ひとりしばい vol.1-断 出演：荒牧慶彦(クリエイティブプロデュース)
- KATARU-まさし教授の人間ラボ- #1(クリエイティブプロデュース)

#### 2021年
- 詠唱劇「新本格魔法少女りすか」第三話 不幸中の幸い。
- ～act.3～ 出演：富田美憂/蒼井翔太(演出・プロデュース)
- 詠唱劇「新本格魔法少女りすか」第三話 不幸中の幸い。～act.2～ 出演：本渡 楓/下野 紘(演出・プロデュース)
- 詠唱劇「新本格魔法少女りすか」第三話 不幸中の幸い。～act.1～ 出演：東山奈央/内田雄馬(演出・プロデュース)
- STORY LIVE新撰組「菊一文字」 出演：浪川大輔、岡本信彦、佐藤拓也、宝井琴調、神田春陽(演出・プロデュース)
- ひとりしばい特別公演「THE LOVE」 出演：木津つばさ、赤澤 燈、中村誠治郎、萩野 崇(原案・プロデュース)
- 坂本真綾の満月朗読館「月の珊瑚」(演出・プロデュース)
- STORY LIVE 第9回「天神がえり」 出演：徳井青空(演出)
- STORY LIVE 第8回「忌名に纏わる話」 出演：大原さやか(演出)
- 詠唱劇「新本格魔法少女りすか」第二話 影あるところに光あれ。～act.3～ 出演：M・A・O/斉藤壮馬(演出・プロデュース)
- 7minutes Reading『父の再婚』『交通事故』『ペンギン』出演：大原さやか(演出）
- 7minutes Reading『愛おしい風景』『補聴器』『予知能力』出演：岸尾だいすけ(演出）
- 7minutes Reading『クリスマスの予定』『最良の解決法』『赤くなったリトマス紙』出演：島﨑信長(演出）
- 7minutes Reading『5分間の人生相談』『迷惑な子どもたち』『幸福の定義』出演：岡本信彦(演出）
- 7minutes Reading『私の先生』『とっかえべえ』『父の時給』出演：梶 裕貴(演出)
- 7minutes Reading『琥珀の中の命』『本物のサンタクロース』『ロボットの銀行強盗』出演：佐藤拓也(演出）
- 7minutes Reading『うそつき』『息子の親友』『計画通りの男』出演：畠中 祐(演出)
- 7minutes Reading『愛の言葉』『死神』『値下げ交渉』出演：細谷佳正(演出）
- 7minutes Reading『老婦人の肖像』『拝啓、お母さん』『愛妻弁当』出演：佐倉綾音(演出）

#### 2022年
- マーダーミステリー「欲張りな超能力者たち」(クリエイティブプロデュース)

### AND ENDLESS

#### 2003年
- ｢堕天／神殿｣(プロデュース)
- ｢Shorts｣(プロデュース)
- ｢GARNET OPERA｣ (プロデュース)

#### 2004年
- ｢FANTASISTA｣(プロデュース)
- ｢DECADANCE I・Ⅱ｣(プロデュース)
- ｢MEMO ーあなたは何を残しますかー｣(プロデュース)

#### 2005年
- ｢SYNCHRONICITY LULLABY｣(プロデュース)
- ｢西遊記 千変万化／百花繚乱｣(プロデュース)

#### 2006年
- ｢美しの水 White/Blue/Red/Purple｣(プロデュース)
- ｢BIRTHDAY｣(プロデュース)

#### 2007年
- ｢CLASSICS I｣(プロデュース)
- ｢子どものナイフ｣(プロデュース)
- ｢ONLY SILVER FISH + GOLD FISH｣(プロデュース)
- ｢GARNET OPERA｣(プロデュース)

#### 2008年
- ｢CLASSICS vol.2 新説・鬼娥島／Cornelia｣(プロデュース)
- ｢DECADANCE I・Ⅱ・Ⅲ｣(プロデュース)
- ｢堕天／神殿／遅咲きの蒼｣(プロデュース)

#### 2009年
- ｢WORLDS The Tempest／十三夜｣(プロデュース)

#### 2010年
- ｢枯れるやまぁ のたりのたりと まほろばよ あぁ悲しかろ あぁ咲かしたろ｣(プロデュース)
- ｢PANDORA'S BY ME NEW WORLD ／FANTASISTA｣(プロデュース)

#### 2011年
- ｢美しの水 White/Blue/Red/Purple｣(プロデュース)
- ｢堕天／神殿／遅咲きの蒼｣(プロデュース)

#### 2016年
- ｢ENDorphin｣(クリエイティブプロデュース)